# Rhamphocharis piperata
Rhamphocharis piperata (лат.) — вид воробьиных птиц из семейства Melanocharitidae. Считался конспецифичным с Rhamphocharis crassirostris (признавался его подвидом), но был выделен в отдельный вид и признан таковым Международным союзом орнитологов (IOC) в 2021 году.
Видовое название piperata означает «перечный».

## Описание
Отличительной чертой самок является пятнистое оперение, что нашло отражение в англоязычном названии вида Spotted berrypecker.

## Распространение
Обитает в восточной части острова Новой Гвинее, являясь эндемиком Папуа — Новой Гвинеи. Живёт в субтропических и тропических влажных горных лесах.
МСОП присвоил таксону охранный статус «Виды, вызывающие наименьшие опасения» (LC).